# The Phillips Collection
The Phillips Collection (literalment, "La col·lecció Phillips" és un museu de Washington que alberga una de les col·leccions de pintures més grans del món, reunida pel crític d'art i col·leccionista Duncan Phillips el 1921.

## Col·lecció
Hi ha obres de molts pintors que van des del Renaixement fins a l'Art contemporani, inclosos El Greco, Eugène Delacroix, Alexandre-Gabriel Decamps, Jean-Baptiste Camille Corot, Honoré Daumier, Gustave Courbet, Claude Monet, Paul Cézanne, Edgar Degas, Pierre-Auguste Renoir (El dinar dels remers), Alfred Sisley, Vincent van Gogh (Les Paveurs, Casa a Auvers), Pierre Bonnard, Georges Rouault, Mark Rothko, Nicolas de Staël, Henri Matisse, Pablo Picasso, Georges Braque, Paul Klee, Pierre Soulages, Léon Zack, Arthur Dove, Winslow Homer, James McNeill Whistler, Jacob Lawrence, Augustus Vincent Tack, Georgia O'Keeffe, Karel Appel, Joan Miro i Berenice Abbott.

## Braque, l'emblema del museu
Duncan Phillips, era un admirador de Georges Braque i en particular del quadre L'Oiseau (oli sobre tela, 1956, 45,72 × 49,53 cm), que va acabar comprant poc abans de morir el 1966. The Bird és ara l'emblema i el logotip de la col·lecció Phillips.
Quan aquest quadre es va exposar el 1956 a la Fundació Maeght, Duncan Phillips no tenia els mitjans per adquirir-lo. Va demanar permís a Braque per reproduir L'Oiseau en baix relleu a partir d'un dels ocells del pintor. Executada en granit marró per Pierre Bourdelle, fill d'Antoine Bourdelle, l'obra va trobar el seu lloc el 1960 per sobre de la porta d'un nou annex.

## Directors
- Duncan Phillips (1921–1966), fundador
- Marjorie Acker (1966–1972), artista i parella de Duncan Phillips
- Laughlin Phillips (1972–1992), fill de Duncan i Marjorie Phillips
- Charles Moffett (1992–1998)
- Jay Gates (1998–2008)
- Dorothy M. Kosinski (2008–avui)[4]